# Tomasz Robaczyński
Tomasz Robaczyński (ur. 1 grudnia 1974 w Łodzi) – polski prawnik i urzędnik państwowy, w latach 2018–2020 podsekretarz stanu w Ministerstwie Finansów.

## Życiorys
Absolwent Wydziału Prawa i Administracji Uniwersytetu Warszawskiego (1998). Uzyskał absolutorium w Instytucie Historii Sztuki UW (1998) i odbył kurs z prawa brytyjskiego i europejskiego. Specjalizuje się w zakresie prawa finansowego, współautor publikacji z tej tematyki.
Od 1999 związany z Ministerstwem Finansów, gdzie do 2004 pracował w Biurze ds. Dyscypliny Finansów Publicznych, a później w Departamencie Instytucji Płatniczej, którym kierował od 2007. W marcu 2018 został powołany na stanowisko wiceministra finansów, odpowiedzialnego m.in. za budżet państwa i finanse samorządu terytorialnego, przejmując zadania minister Teresy Czerwińskiej. W maju 2020 został powołany na stanowisko członka zarządu Banku Gospodarstwa Krajowego i 31 maja tego roku odszedł z ministerstwa.

## Życie prywatne
Żonaty, ma dwoje dzieci. Posługuje się językiem angielskim.

## Odznaczenia
- Odznaka honorowa „Za Zasługi dla Finansów Publicznych Rzeczypospolitej Polskiej” (2022)[6]